# Manda Bala - Pallottole a domicilio
Manda Bala - Pallottole a domicilio è un documentario statunitense del 2007 diretto da Jason Kohn.

## Riconoscimenti
- 2008 - Durban International Film Festival
  - Menzione speciale
- 2008 - Festa del cinema di Roma
  - Premio speciale della giuria
- 2007 - Sundance Film Festival
  - Miglior documentario
  - Miglior fotografia